# Andrés de Morales
Andrés de Morales (n. 1477-f. 1517), fue un cartógrafo y navegante español.
Participó en algunos de los viajes de Cristóbal Colón a América. Posteriormente, en el 1500 fue piloto de la expedición comandada por Rodrigo de Bastidas y, entre 1504 a 1506, formó parte de la expedición de Juan de la Cosa a Tierra Firme, en la que exploraron y descubrieron toda la zona desde el golfo de Venezuela hasta Nombre de Dios.
En 1508, Nicolás de Ovando le encomendó explorar La Española y dibujar un mapa de la misma, el cual se ha conservado hasta nuestros días.[cita requerida] Luego el obispo Juan Rodríguez de Fonseca le solicitó que preparara una carta de navegación marítima de la costa de Brasil. Esta carta fue utilizada por mandato real en el litigio con Portugal.
Morales se dio cuenta de la existencia de las corrientes oceánicas que existen en el Océano Atlántico, a las cuales denominó ‘torrentes del mar’. Si bien realizó numerosos trabajos para la Casa de Contratación de Indias, recién se incorporó a la misma en 1516, cuando fue nombrado piloto de la Casa, cargo que desempeñó hasta su muerte en 1517.
De sus mapas dijo el cronista Pedro Mártir de Anglería que eran «excelentes» y los más «recomendables» junto a los hechos por Juan de la Cosa. Mártir vio el mapa de la Española trazado por Morales y prometió enviárselo al papa León X.